# Институт фундаментальных проблем марксизма-ленинизма
Институ́т фундаментальных проблем маркси́зма-ленини́зма (пол. Instytut Podstawowych Problemów Marksizmu-Leninizmu) — научно-исследовательский институт Польской объединённой рабочей партии (ПОРП), занимавшийся вопросами марксизма-ленинизма. Образован 26 февраля 1974 года постановлением Политбюро Центрального комитета ПОРП. Располагался на улице Фридерика Шопена в Варшаве. В 1978-80 гг. в этом НИИ работал Лешек Бальцерович на должности инспектора. В 1984 году в результате объединения этого НИИ с Высшей школой общественных наук при ЦК ПОРП создана Академия общественных наук (пол. Akademia Nauk Społecznych).
Директора
| Годы                           | Директор       |
| ------------------------------ | -------------- |
| 26 февраля 1974—20 мая 1981    | Анджей Верблан |
| 27 ноября 1981—20 февраля 1984 | Ежи Вятр       |